# José Laureano Villegas
José Laureano Villegas (Córdoba, 3 de julio de 1781 – altiplano de Vilcapugio de Chuquisaca, Virreinato del Perú, 1 de octubre de 1813) fue un militar que intervino en la reconquista de Buenos Aires durante las Invasiones Inglesas de 1806 y en la defensa del año siguiente, en el Sitio de Montevideo de 1807, en la Revolución de Mayo de 1810, en la Expedición de Belgrano al Paraguay desde 1811 hasta 1812 y en las Expediciones Auxiliadoras al Alto Perú en 1813, donde halló la muerte en la derrota ante las fuerzas realistas de la Batalla de Vilcapugio. Era hermano mayor del jurisconsulto constitucionalista de 1819, el doctor Alejo Villegas.

## Biografía

### Origen familiar y primeros años
José Laureano Villegas había nacido el 3 de julio de 1781 en la ciudad de Córdoba, dentro de la jurisdicción de la gobernación del Tucumán que formaba parte del Virreinato del Río de la Plata, siendo hijo de los hidalgos coloniales Manuel Francisco de Villegas (n. ca. 1751) —cuyos padres eran Fernando Manuel de Villegas y Clara Muñoz de Terán— y de su esposa Casimira Ponce de León y Ayora (n. Córdoba, ca. 1761), una hija de Nicolás Ponce de León y de Teresa Ayora. Su hermano menor era el doctor Alejo Villegas.

### Campañas militares
Villegas intervino en la reconquista de Buenos Aires durante las Invasiones Inglesas, en julio de 1806, formando parte de la expedición que organizara en la ciudad de Córdoba el virrey Rafael de Sobremonte, también la defendió en 1807, a las órdenes de Santiago de Liniers, y además contribuyó con el Sitio de Montevideo en el mismo año. El 17 de julio de 1809 se le extendió los despachos de subteniente graduado de milicias
Participó en la Revolución de Mayo por lo que fue ascendido al rango de subteniente del Regimiento N.º 3 de Infantería, el 10 de septiembre de 1810. Se alistó en la expedición de Belgrano al Paraguay desde 1810 hasta 1811, participando en los combates de Campichuelo del 18 de diciembre y de Paraguarí del 19 de enero en donde fue merecedor del escudo de oro con la leyenda «Valor a prueba en Tacuarí» por parte de Manuel Belgrano, ya que con 135 infantes pudo imponerse al enemigo.
El 10 de septiembre fue promovido a teniente del mismo cuerpo. El 1.º de enero de 1812 pasó a ser teniente 2.º del Regimiento N.º 2 de Patricios.

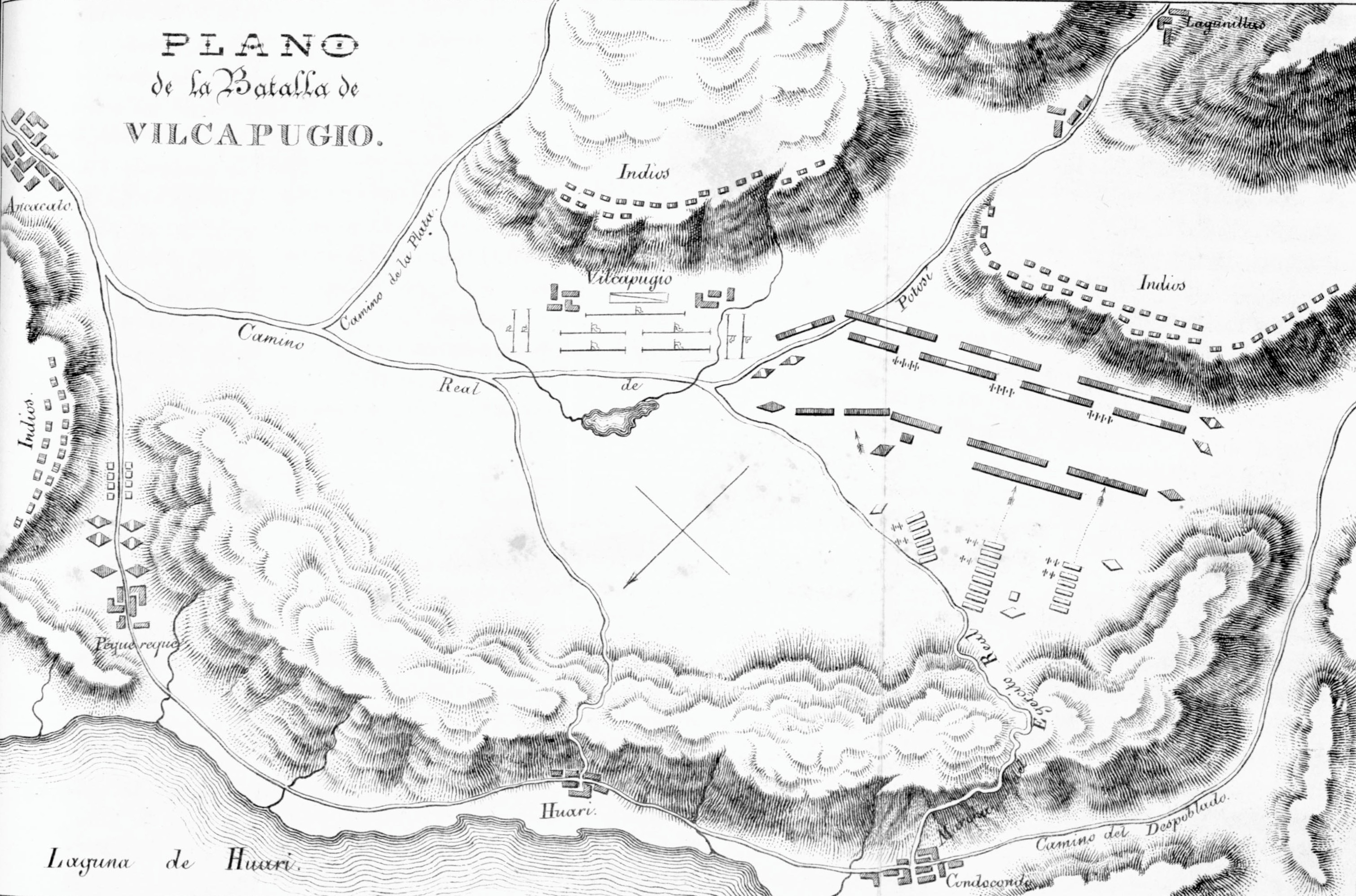
Altiplano de Vilcapugio (actual departamento boliviano de Oruro).

### Ejército del Norte y fallecimiento
Formó parte del Ejército del Norte, de esta forma intervino el 4 de septiembre en el combate de Las Piedras y el 24 del corriente en Victoria. Participó en la batalla de Salta del 20 de febrero de 1813, luego de la cual Belgrano lo ascendería a capitán.
En la campaña del Alto Perú, formando parte de las tropas bajo las órdenes del general Manuel Belgrano serían derrotadas por el ejército realista comandadas por Joaquín de la Pezuela, el 1 de octubre de 1813, en la Batalla de Vilcapugio.
José Laureano de Villegas y Ponce de León fallecería en el altiplano homónimo que queda entre las ciudades de Oruro y Potosí, durante la batalla antes citada, luego de la muerte del mayor Beldón que como su segundo tuvo que tomar el mando del Regimiento N.º 8. Póstumamente por haber participado en dicha batalla le valió ser ascendido a sargento mayor el 23 de octubre del mismo año.